# دیدی بازیل
ماری سنت دیدی بازیل (انگلیسی: Dédée Bazile؛ زادهٔ ۱۸۰۶) معروف به دفیلی و دفیلی لافوله، یکی از چهره‌های انقلاب هائیتی است. او به خاطر بازیابی و دفن جسد مثله شده امپراتور دسالین، پس از ترور او در پورت لارانژ، به یاد مانده‌است.

## زندگی‌نامه
دیدی بازیل در نزدیکی کاپ-هائیتین از پدر و مادر برده به دنیا آمد و با خدمت به عنوان خرده‌فروش در ارتش دسالین امرار معاش می‌کرد. روایت‌های مختلفی او را به جنون متهم می‌کنند، اما طبق گفته‌ها، دیدی بازیل یا پس از تجاوز به او توسط اربابش در سن ۱۸ سالگی، یا پس از کشته شدن برخی از اعضای خانواده‌اش در شکست ارتش دسالین توسط ژنرال دوناتین روکامبو، به دنبال انتقام بود.

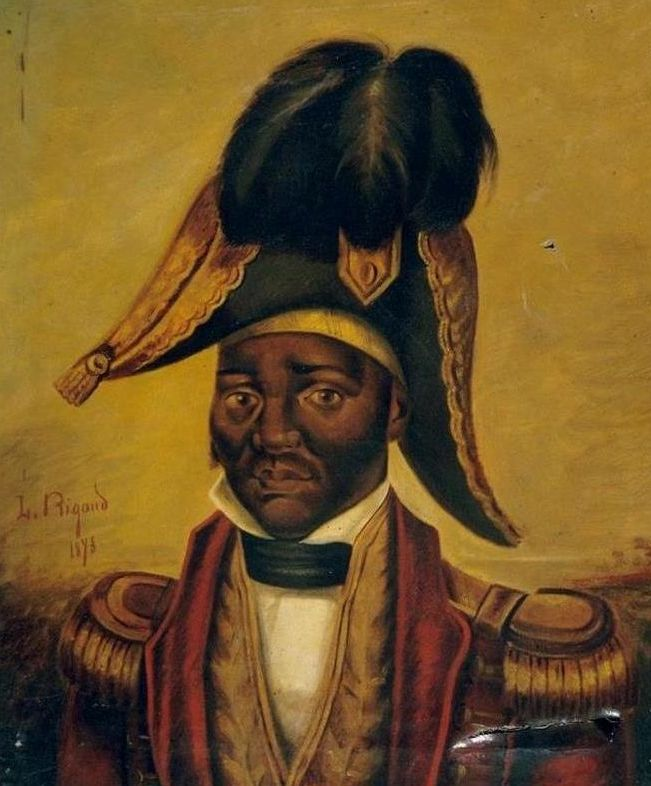
تصویری از دسالین که بعد از فوتش ساخته شد.

## ترور دسالین
در ۱۷ اکتبر ۱۸۰۶، امپراتور دسالین توسط رفقای سابقش الکساندر پیتون، ژان پیر بویر، آندره ریگو و برونو بلانشه در کمین افتاد و در شمال پورتو پرنس به ضرب گلوله کشته شد. سپس جسد او را به شهر آوردند و در آنجا توسط جمعیت سنگسار و مثله شد.
بازیل، یکی از تحسین‌کنندگان دسالین، بقایای او را در یک کیسه جمع کرد و آن را به گورستان محلی منتقل کرد تا آنها را دفن کند.
در این باره نوشته‌اند:
«در حالی که تعداد زیادی از کودکان، در میان فریادهای شادی، بقایای تاسف‌بار دسالین را با سنگ در مقابل ساختمان دولتی پوشانده بودند، زنی پیر و دیوانه به نام دیفیلی از راه رسید. او به جمعیتی که توسط کودکان تشکیل شده بود، نزدیک شد… به او گفتند که دسالین است. چشمان وحشی او ناگهان آرام شد؛ نوری از عقل در چهره‌اش تابید. او رفت و یک کیسه آورد، به محل برگشت، جسد خون آلود را در آن گذاشت و آن را به قبرستان محلی برد. ژنرال پیتون تعدادی سرباز را به همراه او فرستاد که با مبلغی ناچیز، آن را دفن کردند.»

## مرگ و میراث
اطلاعات کمی در مورد زندگی دیفیلی پس از جمع آوری بقایای دسالین وجود دارد. او در فورت-سن-کلر، پورتو پرنس ساکن شد و با هزینه‌های رفاهی در فقر زندگی کرد.
بازیل در حدود سال ۱۸۱۶ درگذشت و در پورتو پرنس به خاک سپرده شد، اما قبر او گم شده‌است.